# La Fenice

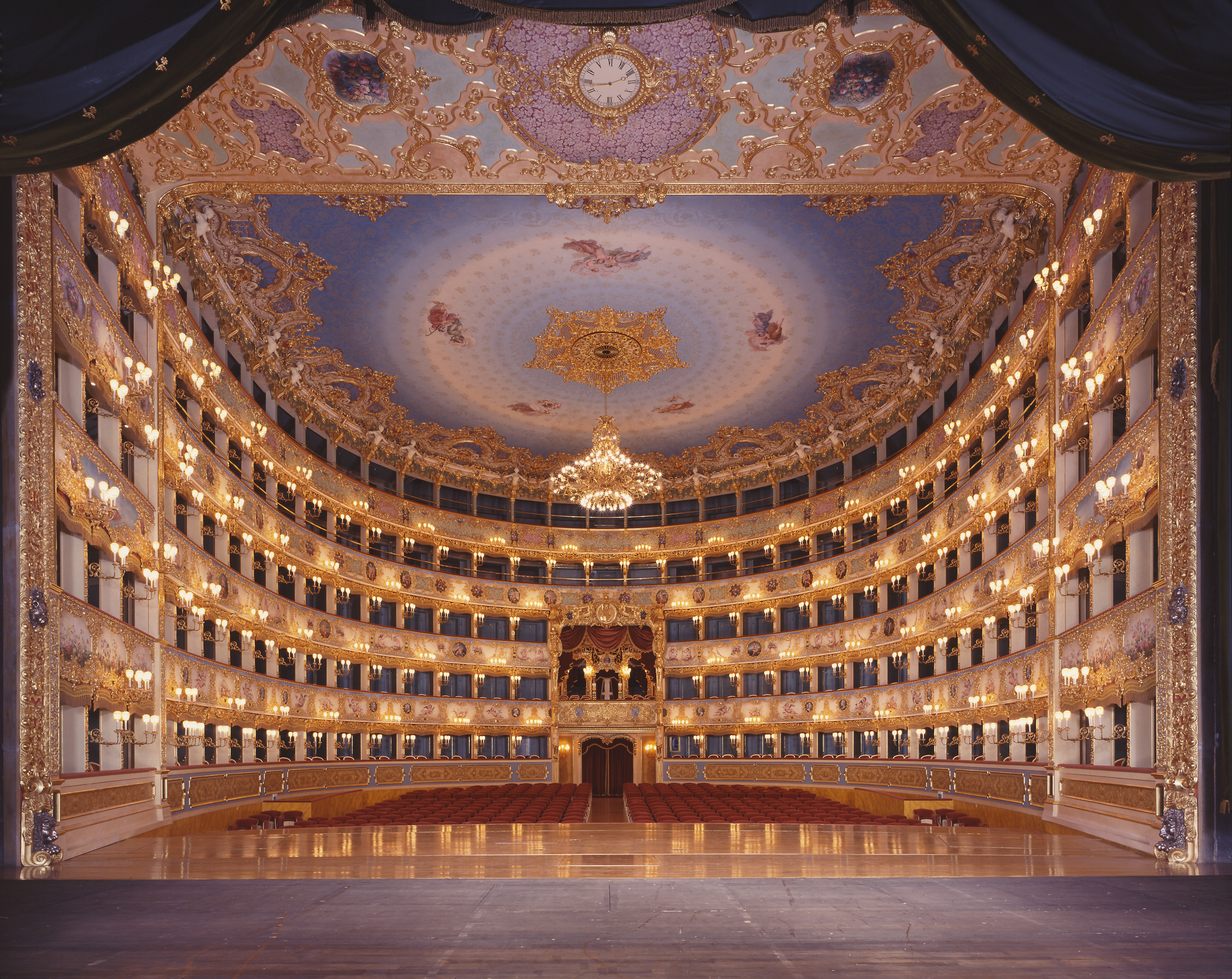
L'interior de La Fenice el 2018

La Fenice és un dels teatres operístics més famosos d'Europa ubicat a Venècia, Itàlia. Moltes de les òperes més famoses s'han estrenat en aquest coliseu de la veu.

## Història
El 1774, el Teatro San Benedetto, el teatre més important de Venècia amb més de quaranta anys d'història, fou destruït per un incendi. Poc després de la seva reconstrucció sorgí una disputa legal entre la companyia que l'administrava i els propietaris, la família Venier. Van guanyar els Venier, i fou per aquesta raó que la companyia decidí construir pel seu compte un nou teatre en el Camp de Sant Fantin.
Les obres s'iniciaren en juny de 1790, i acabaren en maig de 1792. El nou teatre fou nomenat La Fenice per honrar el ressorgiment de la companyia, primer de les seves cendres, i després del seu trasllat. La Fenice s'inaugurà el 16 de maig de 1792 amb una òpera de Giovanni Paisiello, I Giuochi d'Agrigento.
Ja a començaments del segle xix la reputació de La Fenice era elevada. Rossini, Bellini i Donizetti, entre molts altres, produïren en aquest teatre algunes sobres importants.
Al desembre de 1836, el foc ensorrà l'edifici, que fou ràpidament reconstruït, reobrint les portes el 26 de desembre de 1837.
El 1884 s'inicià la col·laboració amb Verdi: Ernani, Attila, Rigoletto, La Traviata i Simon Boccanegra se sentiren per primer cop en l'emblemàtic teatre.
Durant la Primera Guerra Mundial, La Fenice fou tancada, i quan reinicià les seves activitats, ho va fer a gran escala: s'inicià el primer Festival Internacional de Música Contemporània. Arribaren a la ciutat compositors com Stravinski o Britten. Més endavant, Berio, Nono i Bussotti.
El 29 de gener de 1996 un altre incendi destruí el teatre per complet. El foc, segons un judici duit a terme, fou provocat per uns electricistes descontents amb la companyia. Però gràcies a importants subvencions (entre elles les del Gran Teatre del Liceu de Barcelona), el treball de reconstrucció s'inicià el 2001, i el teatre reobrí el dia 14 de desembre de 2003, amb un concert on s'interpretaren obres de Beethoven, Wagner i Stravinski. La reconstrucció fou deixada a càrrec de l'arquitecte Aldo Rossi, que respectà l'estil original del segle xix.

## Debuts de cantants
En aquest teatre hi debutà amb gran èxit la soprano espanyola Benita Moreno (1792-1872).

## Algunes estrenes absolutes
- 1813 Tancredi de Gioachino Rossini
- 1814 Sigismondo de Gioachino Rossini
- 1823 Semiramide de Gioachino Rossini
- 1824 Il crociato in Egitto de Giacomo Meyerbeer
- 1830 I Capuleti e i Montecchi de Vincenzo Bellini
- 1833 Beatrice di Tenda de Vincenzo Bellini
- 1835  Belisario de Gaetano Donizetti
- 1838 Maria de Rudenz de Gaetano Donizetti
- 1843 Ernani de Giuseppe Verdi
- 1846 Attila de Giuseppe Verdi
- 1851 Rigoletto de Giuseppe Verdi
- 1853 La traviata de Giuseppe Verdi
- 1857 Simon Boccanegra de Giuseppe Verdi
- 1897 La bohème de Ruggero Leoncavallo
- 1900 Cenerentola d'Ermanno Wolf-Ferrari
- 1901 Le maschere de Pietro Mascagni
- 1951 The Rake's Progress d'Igor Stravinski
- 1954 The Turn of the Screw de Benjamin Britten
- 1961 Intolleranza 1960 de Luigi Nono

## En la ficció
Mort a La Fenice, la primera de les novel·les de la sèrie policíaca de l'inspector Guido Brunetti, de Donna Leon, té per escenari el teatre venecià.